# Relations entre le Burundi et l'Inde
Les relations entre le Burundi et l'Inde sont les relations bilatérales de la république du Burundi et de la république de l'Inde. Outre les relations bilatérales, l'Inde s'engage également avec le Burundi par le biais de l'Union africaine et des communautés économiques régionales (CER).

## Histoire
Les relations entre le Burundi et l'Inde ont commencé à se développer après que la Communauté d'Afrique de l'Est a révoqué ses sanctions contre le Burundi et admis le pays dans l'organisation en mai 2007. Le Burundi a ouvert son ambassade à New Delhi en 2009, et le premier ambassadeur résident en Inde a pris ses fonctions en 2010. Le haut-commissariat de l'Inde à Kampala, en Ouganda, est accrédité conjointement auprès du Burundi.
Plusieurs visites diplomatiques de haut niveau ont eu lieu entre les pays. Le ministre de la défense, Germain Niyoyankana (en), s'est rendu en Inde en mai 2006. Le deuxième vice-présidente du Burundi, Marina Barampama, a été l'invité d'honneur du conclave de la banque CII-EXIM sur le partenariat Inde-Afrique en octobre 2006. Le ministre des affaires étrangères, Augustin Nsanze, a participé au sommet sur le partenariat Inde-Afrique de la CII-Exim Bank en mars 2010. Il s'y est rendu à nouveau en février 2011 pour assister à la Conférence ministérielle sur les pays les moins avancés.
Le président burundais Pierre Nkurunziza a effectué une visite d'État en Inde en septembre 2012. Au cours de cette visite, les deux pays ont signé des accords de coopération dans les domaines du développement rural, de l'éducation, de la santé et de la médecine. Le Premier ministre indien Manmohan Singh a déclaré que « l'Inde est engagée dans le développement des infrastructures au Burundi »,,. Nkurunziza avait déjà effectué une visite privée pour se faire soigner dans le pays en 2010. Il a reçu une visite de courtoisie d'un fonctionnaire du ministère indien des affaires étrangères. Le deuxième vice-président Gervais Rufyikiri et une délégation d'entreprises ont assisté au 9e Conclave de la CII Exim Bank à New Delhi en mars 2013. Plusieurs autres ministres burundais se sont également rendus en Inde.
Depuis l'Inde, les visites au Burundi ont été effectuées au plus haut niveau, au niveau des ministres d'État. La ministre d'État aux affaires extérieures, Preneet Kaur (en), s'est rendu au Burundi en février 2012, devenant ainsi le premier ministre indien à visiter le pays. Kaur a rencontré le président et le ministre des affaires étrangères, et a signé un accord général de coopération. Une délégation d'hommes d'affaires indiens qui accompagnait Kaur, a rencontré des hommes d'affaires burundais. Le ministre d'État au développement rural, Sudarshan Bhagat (en), s'est rendu au Burundi en juillet 2015 en tant qu'envoyé spécial du Premier ministre. Il a rencontré le président et le ministre des affaires étrangères.
Le Burundi soutient la candidature de l'Inde à un siège permanent au Conseil de sécurité des Nations unies.